# Julio Normand
Julio Santiago Normand Soto (Arica, años 1850-París, 9 de febrero de 1908) fue un político y empresario peruano. Miembro del Partido Demócrata o pierolista. Fue senador por Huancavelica (1895), senador por Lima (1899-1904) y presidente del Senado (1900-1901). Fue también alcalde de Lima en 1901.

## Biografía
Hijo de Pedro Normand y Manuela Segunda Soto.
Fue dirigente del Partido Demócrata, de cuyo líder, Nicolás de Piérola, era amigo y admirador. 
Formó parte de la Junta Central Directiva de su partido.
En 1895, tras la victoria de la revolución encabezada por Piérola, fue elegido senador por Huancavelica. En 1899 fue reelegido, pero esta vez en representación de Lima. Su labor parlamentaria se extendió hasta 1906.!1899
Una de las principales promesas electorales de Piérola fue la reforma del sistema electoral, en la que intervino Normand. Se abolió el anticuado sistema de los Colegios Electorales, se estableció el voto público y directo, y se creó la Junta Electoral Nacional, de la que Normand fue miembro, como uno de los personeros de las Cortes Superiores de la República. Dicho ente electoral debía encargarse de las elecciones generales de 1899 (en la que resultó victorioso Eduardo López de Romaña), pero fue disuelta por el gobierno de Piérola poco antes de su realización, hecho que motivó la protesta de Normand.
El 22 de setiembre de 1897 contrajo matrimonio en Chorrillos con Beatriz Matilde Sattler Pflücker, unión de la que nacieron siete hijos: Julio Normand Sattler (n. 1898), Julio Manuel Pablo Normand Sattler (n. 1899), Enrique Normand Sattler (n. 1901), María Beatriz Elizabeth Normand Sattler (n. 1902), María Amelia Enriqueta Normand Sattler (n. 1904), Luis Julio Ramón Normand Sattler (n. 1905) y Rosa María Normand Sattler (n. 1906).
En 1900 fue elegido presidente del Senado. Lo acompañaron en la Mesa Directiva: Benjamín Boza, como primer vicepresidente; Manuel Dianderas González, como segundo vicepresidente; Manuel M. Zegarra y Cruz Toribio Ortiz, como secretarios; y Ricardo P. Morzán, como prosecretario.
En 1901 fue elegido alcalde de Lima. Fue también miembro del Club Regatas Lima, que por entonces sufrió una importante reforma, quedando conformado por 58 socios.
Finalizada sus labores parlamentarias y edilicias, Normand se retiró de la actividad política, dedicándose a sus negocios privados. Formó parte del primer directorio de la Compañía del Ferrocarril Urbano de Lima Ltda. En 1907, dicha empresa contaba con 42 carros eléctricos, con 40 asientos cada uno. También fue vicepresidente del directorio del Banco Popular del Perú, fundado por Mariano Ignacio Prado Ugarteche.
En 1907, debido a la nefritis que padecía, su médico le aconsejó que se sometiera a un tratamiento en las aguas termales de Contrexeville, al noroeste de Francia. Viajó entonces con su familia a Europa, pero poco tiempo después falleció en París. Su familia retornó al Perú.